# René Van Meenen
René Van Meenen (Drongen, 14 de enero de 1931) fue un ciclista belga, profesional entre 1956 y 1967, cuyo mayor éxito deportivo fue la victoria de etapa conseguida en la Vuelta a España en su edición de 1961. 

## Palmarés
| 1953 - Gran Premio François-Faber 1954 - Tour de Egipto - 2 etapas en la Carrera de la Paz 1955 - Vuelta a Holanda Septentrional 1958 - Bruselas-Charleroi-Bruselas | 1959 - Bruselas-Charleroi-Bruselas 1961 - 1 etapa en la Vuelta a España - Stadsprijs Geraardsbergen 1963 - Circuit Het Volk - Tour de Flandes Occidental 1966 - Circuito de Bélgica central |